# Neue Rechte
Der Begriff Neue Rechte (französisch Nouvelle droite) bezeichnet die Konzeption und ist zum Teil auch Selbstbezeichnung einer uneinheitlichen, rechtsextremen politischen Strömung in verschiedenen Staaten. Die deutschsprachige Variante versteht sich als „Gegenmodell“ zur Neuen Linken, grenzt sich von der dem Nationalsozialismus verhafteten „alten Rechten“ ab, ist vor allem intellektuell ausgerichtet und sucht Querverbindungen ins konservative Spektrum. Charakteristisch für die Neue Rechte ist eine Fundamentalkritik an zentralen Verfassungsnormen, in Deutschland auch die Ablehnung tragender Prinzipien des Grundgesetzes; einige Gruppierungen wollen einen völkischen Nationalismus erneuern.

## Übersicht
Der Ausdruck Neue Rechte kam in der Bundesrepublik Deutschland in den 1960er Jahren als eine Eigenbezeichnung und als Synonym zur „Jungen Rechten“ auf. So bezeichneten sich jüngere Rechtsradikale in der 1964 gegründeten NPD, um ihre Partei unter dem Eindruck der westdeutschen Studentenbewegung von nationalsozialistischen Vorbildern zu lösen und von der erfolglosen „alten erstarrten Rechten“ abzugrenzen.
Nachdem die NPD bei der Bundestagswahl 1969 mit 4,3 % der Zweitstimmen den Einzug in den Bundestag verfehlte, unternahmen Junge Nationaldemokraten erste Anläufe zu einer strategischen Neubesinnung und Reorganisation ihres politischen Lagers. 1972 spaltete sich dazu die Aktion Neue Rechte (ANR) von der NPD ab. Ihre Gründungserklärung, verfasst von Henning Eichberg, proklamierte einen „antiimperialistischen Befreiungsnationalismus“. In der Erklärung wurde gefordert, die „Besatzungsmächte“ aus den beiden deutschen Staaten zu vertreiben, um auf diesem Wege eine „deutsche Wiedergeburt und Neuvereinigung“ zu ermöglichen.
Ab 1974 zerfiel die in Nationalrevolutionäre Aufbauorganisation (NRAO) umbenannte ANR in Splittergruppen: Die Solidaristische Volksbewegung um Lothar Penz legte die Idee der Volksgemeinschaft wieder auf und engagierte sich in der entstehenden Ökologiebewegung. Die Anhänger Eichbergs gründeten die Sache des Volkes/NRAO und kämpften „gegen die Überfremdung durch die Supermächte“ für „nationale Identität“ als Dritten Weg zwischen Kapitalismus und Kommunismus. Mit dieser Rhetorik versuchten sie nicht nur sogenannte Linkssektierer und ökologische Gruppen, sondern auch die entstehende Friedensbewegung nationalistisch zu beeinflussen.
Neben die aus der NPD hervorgegangenen Nationalrevolutionäre trat um 1980 eine Strömung, die sich ausdrücklich an die französische Nouvelle Droite anlehnte und die Ideen ihres Gründers Alain de Benoist aufgriff. Dort wird die nationale Befreiung stärker in einen gesamteuropäischen Kulturkampf eingeordnet. So gründete Pierre Krebs 1980 nach dem Vorbild der französischen Sammlungsbewegung GRECE das Thule-Seminar mit dem Zweck, den „Kampf um Europas Zukunft“ theoretisch vorzubereiten. Auch die 1987 von ehemaligen Nationalrevolutionären gegründete Politische Offensive (PO) positionierte sich zwischen Konservatismus und Rechtsextremismus. Ihr Vertreter Manfred Rouhs forderte die „Neuen Rechten“ 1988 in der Zeitschrift Europa vorn dazu auf, der neuen Rechtspartei Die Republikaner beizutreten. Eine dritte Strömung ist durch personelle Kontakte und ideologische Nähe zum Nationalliberalismus gekennzeichnet.
In Deutschland entwickelte sich besonders seit der Wiedervereinigung aus diesen Wurzeln ein Netzwerk neurechter Vereine, Medien und Institutionen, die bestimmte Themenfelder besetzen und sich eindeutigen Zuordnungen im politischen Spektrum zu entziehen versuchen, um eine „Diskurshoheit“ weit über das eigene Lager hinaus zu gewinnen.
1989 bezeichnete Claus Leggewie als erster Politikwissenschaftler die Partei Die Republikaner als „Neue Rechte“, nachdem diese bei der Abgeordnetenhauswahl in West-Berlin und bei der Europawahl desselben Jahres erste Erfolge gefeiert hatten. Die damals von Franz Schönhuber geführte Partei sollte mit diesem Begriff von der erfolglosen „alten Rechten“, vor allem von der NPD und der DVU, unterschieden werden. Der Politikwissenschaftler Richard Stöss wertet den Aufstieg der Republikaner als Teil einer Europäisierung diesen „neuen“ Typs des Rechtsextremismus. In diesen Zusammenhang stellen Parteienforscher ebenso die italienische Alleanza Nazionale (AN), die Freiheitliche Partei Österreichs (FPÖ), den französischen Front National (FN), die Schweizerische Volkspartei (SVP) und den belgischen Vlaams Blok (VB). Eva Schweitzer bezeichnet die Tea-Party-Bewegung in den USA als „Amerikas Neue Rechte“. Gerd Wiegel und Guido Speckmann sehen einen Erfolg von neurechten Parteien wie FPÖ (Österreich), Dänische Volkspartei (Dänemark), Lega Nord (Italien), SVP (Schweiz), Pro-Bewegung (Deutschland) und Tea-Party-Bewegung (USA) seit 1990 darin, dass sie neoliberale und klassische rechtsextreme Positionen miteinander in ihre Programmatik aufgenommen haben. Damit seien sie anschlussfähig für konservativ-liberale Parteien geworden.
Der Hamburger Historiker Volker Weiß glaubt, dass durch Thilo Sarrazin und Peter Sloterdijk „traditionell rechte Thesen und Begriffe fest in der Mitte der Gesellschaft verankert“ wurden. Der von ihnen vor allem mit ihren Büchern Deutschland schafft sich ab von 2010 bzw. Regeln für den Menschenpark (1999) und Die Verachtung der Massen (2000) angestoßene „Diskurs um Elite, Leistung und Vererbung habe damit Kreise erreicht, die etwa die NPD niemals hätte ansprechen können. Auf diese Neue Rechte wird sich die Gesellschaft zukünftig einstellen müssen“.
Laut Richard gab es im deutschen Rechtsextremismus zu allen Zeiten, auch in der Weimarer Republik und im Kaiserreich, einen Konflikt zwischen „alter“ und „neuer“ Rechter. Entscheidend sei, dass es dabei um einen inhaltlichen Dissens zwischen Traditionalisten und Modernisierern bezüglich des Selbstverständnisses, der Ziele und Methoden des Rechtsextremismus gehe.
Die Verwendungsweise des Begriffs Neue Rechte als analytische Kategorie ist umstritten. Der Politikwissenschaftler Florian Finkbeiner kritisiert die Begriffsverwendung, wenn damit nicht eine strategische Ausrichtung innerhalb der radikalen Rechten zwischen „alt“ und „neu“ differenziert, sondern mit dem Begriff zwischen Konservatismus und Rechtsextremismus unterschieden werden soll, was lediglich eine „Schematisierung“ fördere, aber nur einen begrenzten analytischen Mehrwert liefere.

## Theoretische Grundlagen

### Vordenker
Vertreter der deutschen Neuen Rechten beziehen sich häufig auf bestimmte Denker der Weimarer Republik. Diese werden seit einer Dissertation Armin Mohlers von 1949 in dem Sammelbegriff „Konservative Revolution“ zusammengefasst, den viele Neue Rechte ihrerseits aufgreifen und aktualisieren. Mohlers Dissertation gilt bis heute für Anhänger der Neuen Rechte als Standardwerk. Als Vertreter dieser Richtung gelten Denker, die zwischen den Weltkriegen Menschenrechte, Liberalismus, Marxismus und die parlamentarische Demokratie ablehnten, unter anderen Arthur Moeller van den Bruck, Ernst Jünger, Edgar Julius Jung, Ernst von Salomon und Carl Schmitt. Ihre Gegenpositionen dazu waren uneinheitlich, tendierten aber auf autoritäre Staatsmodelle und einen deutschen „Sonderweg“ gegenüber der westlichen Zivilisation. Ihr Verhältnis zum Nationalsozialismus ist umstritten; sie waren meist keine aktiven Nationalsozialisten, grenzten sich von diesen zum Teil ab und wurden nach 1933 vereinzelt verfolgt, während andere den NS-Staat bejahten und unterstützten. Historiker wie Kurt Sontheimer heben die ideologischen und praktischen Übereinstimmungen hervor, die den Aufstieg der NSDAP begünstigten und mit vorbereiteten.
Neue Rechte beziehen sich ferner auf Vordenker und Theoretiker des italienischen Faschismus wie Julius Evola, Robert Michels und Vilfredo Pareto, sowie auf den spanischen Faschisten José Antonio Primo de Rivera und den französischen Syndikalisten Georges Sorel. Die Wochenzeitung Junge Freiheit, die von Historikern und Politikwissenschaftlern als Organ der Neuen Rechten eingeordnet wird, hat diesen und ähnlichen Denkern eine Artikelserie gewidmet und rezensiert regelmäßig Bücher über sie.

### Gramscianismus
Die Neue Rechte beruft sich nicht nur auf Vertreter der „Konservativen Revolution“, sondern mit Antonio Gramsci (1891–1937) auch auf einen marxistischen Intellektuellen. Dessen Vorstellungen zur Erringung kultureller Hegemonie werden – ohne weitere Beachtung seiner marxistischen Vorstellungen und Ideale – instrumentell als Machttechniken herangezogen.
Den Bezug auf Gramsci stellte Alain de Benoist 1977 in einem Grundsatzartikel in der GRECE-Zeitschrift Elements unter dem Titel „Pour un ‚gramscisme de droite‘“ („Für einen Gramscismus der Rechten“) vor, welcher schließlich auf einer GRECE-Konferenz im November 1981 in Paris als Bestandteil neurechter Strategie aufgenommen wurde. Dieser Bezug sollte eine größere gesellschaftliche Akzeptanz herbeizuführen, war aber auch ein symbolisches Attribut, so der Historiker Wolfgang Kowalsky, „das es erlaubte, den antifaschistischen Konsens zu brechen, der jeder rechtsextremen Position seit 1945 einen soziopolitischen Ort ‚hors statut‘ zuwies, anders ausgedrückt: sie stigmatisierte“.
Gramsci hatte analysiert, dass gesellschaftliche Hegemonie auch im bestehenden System derart funktioniert: Wolle man eine solche Hegemonie erreichen, müsse man danach streben, durch publizistische Tätigkeiten den Elitendiskurs zu infiltrieren, in Vereinen, Verbänden und Kultureinrichtungen mitzuarbeiten und auf dieser Basis ideologische Inhalte in die gesellschaftliche Diskussion zu bringen, letztlich Akzeptanz für sie zu schaffen und langfristig die öffentliche Meinung zu dominieren. Sei dieses Ziel erreicht, dann sei die Gesellschaft „reif“ für einen Umsturz der Verhältnisse durch eine zunehmende Zahl der Wahlanteile und Parlamentssitze bis zur Übernahme der Regierungsverantwortung.

## Ideologie

### Inhaltliche Ausrichtungen
Die Neue Rechte wendet sich gegen die Prinzipien der Aufklärung, vor allem gegen Pluralismus und die Idee der Gleichheit aller Menschen, die den allgemeinen Menschenrechten zugrunde liegt. Sie ersetzt den „klassischen“ Rassismus durch das Konzept des Ethnopluralismus, indem sie intern ethnisch homogene, extern gleichberechtigte Nationalstaaten verlangt (nach den Worten des neurechten Vordenkers Pierre Krebs: „Homogene Völker in einer heterogenen Welt – nicht umgekehrt“). Demokratie werde nicht von gleichberechtigten Bürgern, sondern von ethnischen und religiösen Gemeinschaften konstituiert. Dieser Ethnopluralismus eignet sich nach dem Politikwissenschaftler Wolfgang Gessenharter besonders als „Scharnier“ zwischen Neokonservatismus und Rechtsextremismus.
In den neurechten Debatten werden beispielsweise die 68er-Bewegung und der Feminismus abgelehnt, Ideen für eine multikulturelle Gesellschaft oder egalitäre Bestrebungen verächtlich gemacht. Eliten sollen sich bilden und die Gesellschaft führen. Die neuen intellektuellen Rechten haben mit ihren Vorgängern von der „Konservativen Revolution“ gemein, dass sie an die Sehnsucht nach einer Welt appellierten, in der männliche Werte und männliche Vorherrschaft unhinterfragt gelten, so die Literaturwissenschaftlerin Gabriele Kämper. Sie würden eine Gegenwelt entwerfen, in der die Emanzipation von Frauen verhöhnt, die Demokratie als verweichlicht und verweiblicht denunziert wird und aggressive, vermeintlich männliche Tugenden verherrlicht werden.
Die Neue Rechte will eine „nationale Identität“ und ein „nationales Selbstwertgefühl“ stärken, sieht dieses aktuell als mangelhaft verwirklicht und als teilweise von politischen Gegnern bewusst verhindert an. Um die notwendige „Emanzipation“ der Deutschen zu erreichen, müsse die deutsche Geschichte einer ständigen Revision unterworfen und gegen den „Schuldkult“ (gemeint ist die Erinnerung an den Holocaust als Zentralbestandteil deutscher Identität) Front gemacht werden. Es gehe, so Bauer und Fiedler (2021), den Vertretern der Neuen Rechten nicht in erster Linie darum, „den Nationalsozialismus zu verteidigen oder die NS-Vergangenheit zu glorifizieren“, sondern „um eine Relativierung dieses Zivilisationsbruchs und eine Kontextualisierung, die suggeriert, dass Staaten und Völker in Kriegszeiten eben nun mal Verbrechen begehen“. Die Neue Rechte in Deutschland verbinde damit „eine grundsätzliche Ablehnung der Gründungserzählung der Bundesrepublik, welche das Versprechen birgt, immer so zu handeln und sich in der Völkergemeinschaft einzubinden, dass sich die Menschheitsverbrechen des Dritten Reichs nicht wiederholen können“. Laut Roger de Weck ist es die Strategie der Neuen Rechten, „Menschenverachtung salonfähig zu machen“ und „eine reaktionäre Normalität herzustellen“. Die Neue Rechte versammle „elitäre Elitekritiker“; diese wollten jedoch die „Nation […] groß und größer machen, nicht die kleinen Leute“.
Vor diesem Hintergrund wird der Zustand der Gesellschaft kulturpessimistisch zumeist als im Verfall begriffen dargestellt und ein national-utopisches Denken gepflegt: Nur durch den Bezug auf organische Vorstellungen von Nation und Volk, auf die „Wurzeln“ der Gesellschaft, könne in einem grundlegenden Umschwung in eine neue Ära (Neugeburt, Wiedergeburt, Palingenese) eine gesunde Gesellschaft entstehen. Dieser Punkt unterscheidet die Neue Rechte wesentlich vom Konservatismus, der dieses Ziel durch eine Restauration traditioneller Werte erlangen will. Ihr völkischer Nationalismus teilt damit nach Roger Griffin allerdings ein zentrales Moment aller faschistischen Ideologeme. Die Neue Rechte „hat die gleichen Feinde wie der Faschismus der Zwischenkriegszeit, auch wenn ihre Lösungsansätze, die Organisationsformen und ihr Diskurs sich deutlich unterscheiden“.
Obwohl sich die europäische Neue Rechte von politischen Gewalttätigkeiten fernhalte, verkörpert sie nach Roger Griffin „eindeutig eine Form des palingenetischen Ultranationalismus und habe[n] die Bezeichnung ‚Faschisten‘ verdient“. Vor dem Bewusstsein, dass sich nach 1945 keine politischen Massenbewegungen mehr bilden lassen, bewege sich nach Griffin die Neue Rechte überlegt „in einen Zustand der Apoliteia jenseits der Parteipolitik und erwartet stoisch eine neue historische Konjunktur, in der die aufgeschobene Revolution wieder aufgenommen werden kann“. Der militante Antiamerikanismus von Alain de Benoist etwa rechtfertigt ausdrücklich Anschläge („Vergeltungsmaßnahmen“) auf die USA. Die für mehrere terroristische Anschläge verantwortliche Ordine Nuovo habe in den Werken Julius Evolas ihre Hauptinspiration, so Griffin.
Nach Volker Weiß besteht innerhalb der Neuen Rechten kaum eine grundsätzliche Feindschaft zum Islam. Der Anlass der Abneigung sei „lediglich die Präsenz des Islam im europäischen Großraum“. Die „realen Verhältnisse in Teheran, Riad, Istanbul oder Kabul“ spielten – anders als im universalistischen Denken – für die Vertreter der Neuen Rechten keine Rolle. 2025 wies Weiß auf fundamentale Änderungen in der Einstellung der Neuen Rechten zur Sowjetunion bzw. Russland hin. Unter dem Einfluss der Neuen Linken habe sich nach dem Zweiten Weltkrieg ein rechter „Befreiungsnationalismus gegen die Imperien Sowjetunion und USA“ entwickelt. Das sei so weit gegangen, dass die Rechte in der BRD dem Westen Untätigkeit und das Nichteingreifen während der Niederschlagung des Ungarischen Volksaufstands 1956 und des Prager Frühlings 1968 vorgeworfen habe. Das sei, so Weiß, das Gegenteil der Schmitt’schen Raumkonzeption, die die Neue Rechte heute einfordere, nämlich die Achtung des Interventionsverbots im fremden Großraum. Manche auf der Rechten erhoffen sich laut Weiß von Putin „die Restauration von Tradition und Autorität nach dem Vorbild des 19. Jahrhunderts“.
Bevorzugte Zielgruppen des „Kulturkampfs“ der Neuen Rechten sind nach Ansicht Griffins Gesellschaftssegmente, in denen sich junge Menschen fänden, die eine gewisse Toleranz für neurechte Positionen hätten: z. B. Burschenschaften und Vertriebene. Weitere Agitationsfelder seien Neuheidentum und Okkultismus. Auch die Schwarze Szene wurde in den 1990er Jahren umworben. Anknüpfungspunkt dafür war vornehmlich der Neofolk, ein Musikstil, bei dem einige Künstler mit faschistischer Ästhetik operieren. Im Fanzine Sigill (später Zinnober) wurden neben musikalischen Rezensionen auch Essays über die Werke Mohlers, Ernst Jüngers, Evolas und anderer veröffentlicht.
Einige Gruppierungen der Neuen Rechten beziehen sich auf vorchristliche oder nichtchristliche europäische Traditionen. Das Neuheidentum gehöre „zu ihren Begründungsfiguren, und sie praktizieren die entsprechenden Kulte mit Hingabe“, schreibt Friedrich Paul Heller. Das Thule-Seminar etwa sieht eine „europäische Wiedergeburt“. Entscheidend sei, so Heller, hierbei nicht die Anzahl der Mitglieder, sondern ihre Stichwortgeberfunktion. Sie hätten in die Musikszene und in die Esoterik hineingewirkt.
Der Historiker Walter Laqueur vertritt die Ansicht, dass es der Neuen Rechten letztlich nicht gelungen sei, eine kohärente Gegenposition zum Liberalismus westlich-amerikanischer Prägung zu entwickeln.

### Hauptflügel
Die genannten Beispiele erfüllen eine Doppelfunktion: Sie sind einerseits Ziel neurechter Agitation, andererseits wird diese aufgrund bereits erfolgter Etablierung der Protagonisten in den entsprechenden Organisationen bzw. Szenen aus ihnen heraus betrieben.
Einige Politikwissenschaftler sowie der Verfassungsschutz unterscheiden zwei Hauptströmungen der Neuen Rechten: „Jungkonservative“ und „Nationalrevolutionäre“.
- Jungkonservative zielen demnach eher auf das bürgerliche Lager, vermeiden Reizbegriffe wie „Revolution“ oder „Sozialismus“ und beziehen sich stärker als die Nationalrevolutionäre auf das Vorbild der Konservativen Revolution. Jungkonservative können nicht als verdeckt arbeitende Rechtsextremisten betrachtet werden. Auch manche Mitglieder demokratischer Parteien und ihrer Jugendorganisationen wie der Jungen Union stehen jungkonservativen Vorstellungen nahe

- Nationalrevolutionäre beziehen sich eher auf Ernst Niekisch und bedienen sich oft der Rhetorik des sogenannten „linken“ Flügels der NSDAP (Gregor und Otto Strasser). Entsprechend verfolgen sie eine Querfront-Strategie, d. h., sie versuchen, mit originär „linken“ Inhalten wie Antiimperialismus oder Antikapitalismus Einfluss in die gesellschaftliche Diskussion, auch im Umfeld der Linken, zu bekommen. Nationalrevolutionäre Rhetorik lässt sich bei der NPD und dort wiederum insbesondere in deren Jugendorganisation Junge Nationaldemokraten, aber auch bei Organisationen wie dem Deutschen Kolleg von Horst Mahler finden. Wegen der oftmals offen nationalsozialistischen Agitation dieser Richtung wird sie von einigen Wissenschaftlern nicht zur „Neuen“, sondern inhaltlich eher zur „Alten“ Rechten gezählt.

## Wissenschaftliche Einordnung
Politik- und Sozialwissenschaftler definieren die deutsche Neue Rechte seit den 1970er Jahren entsprechend ihrer uneinheitlichen Vorbilder und Ziele verschieden.
1975 benannte Günter Bartsch als wichtige Theoretiker der damaligen nationalrevolutionären Gruppen, die sich als Neue Rechte sahen: Henning Eichberg (Pseudonym: „Hartwig Singer“), Lothar Penz, Uwe-Michael Troppenz (jetzt: Mikail Troppenz) unter dem Pseudonym Michael Meinrad, Wolfgang Günther (Pseudonym: „Gert Waldmann“), Sven Thomas Frank (Pseudonym: „Alexander Epstein“) und Wolfgang Strauß.
1987 verstand die Politologin Margret Feit darunter vor allem die nationalrevolutionäre Strömung, die die NPD begleitete und ihrer Gründung folgte. Martin Dietzsch beschrieb 1988 diejenigen rechtsextremen Gruppen als Neue Rechte, die sich auf völkische Gruppen der Weimarer Zeit, Vertreter der Konservativen Revolution und nationale Sozialisten um Gregor Strasser bezogen.
Die Politologen Klaus Schönekäs und Suzanne Mantino verorteten die Neue Rechte 1989 beziehungsweise 1992 in einer „Grauzone“ zwischen Rechtsextremismus und Konservatismus. Richard Stöss betont, dass die Neue Rechte den Gegensatz zwischen demokratischem Konservatismus und antidemokratischem Rechtsextremismus relativiere und dafür die Gemeinsamkeiten zwischen beiden herausstreiche.
Für den Historiker Hans-Ulrich Wehler zählen das Streben nach einer hegemonialen Rolle des wiedervereinigten Deutschlands in Europa und die „Enttabuisierung“ eines deutschen Nationalismus zum Grundbestand der Neuen Rechten. Da dieses Streben auch bei konservativen Publizisten wie Arnulf Baring, Michael Stürmer und Hans-Peter Schwarz erkennbar sei, ordnet er sie ebenfalls der Neuen Rechten zu.
Der Sozialwissenschaftler Reinhard Opitz fasste die Neue Rechte wegen ihrer fehlenden Bindung an eine bestimmte politische Partei und Bezügen zu Weimarer Gruppen als neofaschistisch auf.
Erstmals Ende der achtziger Jahre beschrieb Wolfgang Gessenharter die „intellektuellen neuen Rechten“ als ein „Scharnier zwischen Neokonservatismus und Rechtsextremismus“. Diese Charakterisierung prägt bis heute die Diskussion in der Wissenschaft wie in den Medien. Die Neue Rechte grenzt er von Rechtsextremen folgendermaßen ab: „Parteien, Ideologien, Menschen […] mit dem Begriff ‚rechtsextrem‘ zu belegen, setzt also voraus, bei ihnen ‚Bestrebungen zur Beseitigung der freiheitlichen demokratischen Grundordnung‘ nachgewiesen zu haben.“ Wenn dieser Nachweis nicht möglich sei, solle von „Rechtsradikalismus“ gesprochen werden (vgl. Radikalismus). Inhaltlich setze die Verwendung dieses Begriffs voraus, dass der so Gekennzeichnete (mehr oder weniger massive) Fundamentalkritik an den zentralen Verfassungsnormen übe.
Der Politologe Armin Pfahl-Traughber ordnete 1999 hingegen die „neue Rechte“ eindeutig dem Rechtsextremismus zu. Sie repräsentiere neben Wahlparteien und Aktionisten den „intellektuellen“ Teil dieses Lagers, das über Medien, Verlage und Vereine publizistischen und gesellschaftlichen Einfluss suche. Wichtige Themenfelder dieser „Theoriezirkel“ seien Ethnopluralismus, Geschichtsrevisionismus und Esoterik der Rechten. Viele Vertreter der „neuen Rechten“ würden sich gegen fundamentale Prinzipien des demokratischen Verfassungsstaates richten und seien daher eindeutig als Gegner der Demokratie zu qualifizieren. 2019 nannte er als verbindende Ideologie der Neuen Rechten die verlorene Werteordnung der Jungkonservativen in der Weimarer Republik, also Elite, Führung, Gott, Nation, Natur, Ordnung, Rasse und Volksgemeinschaft. Die typische Organisationsform sei die eines losen Netzwerks, in dem die durchaus vorhandenen Meinungsunterschiede, etwa bezüglich Sozialstaat oder Parteipolitik aufgehoben seien. Strategisch gehe es metapolitisch um ein die Gewinnung der Diskurshegemonie im Gramscis, die als Voraussetzung für die angestrebte Überwindung des demokratischen Verfassungsstaates angesehen werden. Dessen Pluralismus solle durch ein identitäres Demokratieverständnis ersetzt werden, die Orientierung an individuellen Menschenrechten durch ein kollektivistisches Verständnis, wonach die Menschenrechte für Völker gelten, statt für Individuen. Orientierungspunkt sei ein völkischer Nationalismus, wobei vermieden wird, die eingeforderte Alternative als politisches System näher zu skizzieren.
Thomas Pfeiffer klassifiziert die „neue Rechte“ wie Pfahl-Traughber ebenfalls als Bestandteil des Rechtsextremismus, weist ihr aber eine „Doppelfunktion“ als Avantgarde des Rechtsextremismus und Brücke zum Transport rechtsextremer Themen und Ideen in das Lager des demokratischen Konservatismus sowie die gesellschaftliche Mitte.
Als „neuen“ Typ des Rechtsextremismus ordnet Richard Stöss die Neue Rechte ein, für den das populistische Auftreten, die systemimmanente Praxis sowie die Abgrenzung gegenüber dem historischen Faschismus und seinen „orthodoxen Nachlassverwaltern“ charakteristisch sei. Nach Frank Decker hat sich dafür auch der Terminus „Rechtspopulismus“ eingebürgert, da sich die normativ orientierte, ideologiekritische Konzeptualisierung einer Neuen Rechten bei der Betrachtung konkreter Parteien analytisch nicht bewährt habe.
Nach Roland Eckert sind Vertreter der Neuen Rechten rechtsradikal, weil sie die universelle Geltung der Menschenrechte in Frage stellen, aber nicht notwendig rechtsextrem im Sinne eines Angriffs auf die Verfassungsordnung. In der Übernahme der politischen Philosophie Carl Schmitts seien jedoch Zweifel begründet, ob die Menschenwürde jenseits ethnischer Grenzen von der Neuen Rechten so gewahrt werde, wie es dem Grundgesetz entspräche. Nach Wolfgang Gessenharter wirken die mit dem Grundgesetz unvereinbaren Ideen Schmitts, des „Steigbügelhalters der Nazis“, heute in der Neuen Rechten, vor allem in der Jungen Freiheit, latent weiter.
Uwe Backes verwendet den Begriff Neue Rechte für Formen des „intellektuellen Rechtsextremismus“, um keine „kollektiven Schuldzuschreibungen an die Adresse von 'Nationalkonservativen', 'Neoliberalen', 'Globalisierungsverfechtern' oder Befürwortern einer verstärkten Immigrationskontrolle“ zu vollziehen.
Der Sozialwissenschaftler Fabian Virchow nennt als gemeinsame Merkmale der Neuen Rechten
- den Versuch, antiliberale und antidemokratische Inhalte in die Mitte der Gesellschaft zu tragen, indem außerhalb von Parteien, im so genannten vorpolitischen Raum, Diskurse entsprechend beeinflusst und Begriffe besetzte werden (Metapolitik)
- den Ethnopluralismus, mit dem ethnisch angeblich homogene Kulturen vor einer Vermischung geschützt werden sollen; innerhalb dieses Konzepts werde Deutschland eine Führungsrolle innerhalb Europas zugewiesen;
- die Entsorgung nationalsozialistischer Ideologiebestände wie des Rassebegriffs oder nationaler Großmachtfantasien,
- die Bezugnahme auf rechtsintellektuelle Strömungen der 1920er Jahre, namentlich auf die so genannte Konservative Revolution.[53]

Der Sozialwissenschaftler Patrick Keßler definiert die „Neue Rechte“ als „eine intellektuelle Strömung, die mit einer Mischung aus rechtsextremistischer und konservativer Denkweise darauf abzielt, ihre Vorstellungen in der Gesellschaft zu verbreiten“. Nach Keßler lehne die „Neue Rechte“ den „deutschen Verfassungsstaat ab, negiert demokratische Werte und strebt nach Systemüberwindung.“ Dies, so Keßler, verdeutliche, dass die „,Neue Rechte‘ nicht dem Konservatismus zuzuordnen ist, sondern dem rechtsextremistischen Bereich.“
Der Soziologe Felix Schilk hält die Bezeichnung „Rechtsintellektuelle“ dagegen für unangemessen und schlägt vor, die Neue Rechte als eine „Erzählgemeinschaft“ zu verstehen. Laut Schilk mögen sich neurechte Akteure „gern mit der Aura der Intellektualität schmücken, tatsächlich wiederholen sie aber zur Genüge durchgekaute Narrative, was langfristig lediglich zur Kanonisierung eines konservativen Denkstils beiträgt. Wirkliche intellektuelle Auseinandersetzungen oder theoretische Weiterentwicklungen finden im Umfeld der Neuen Rechten nicht statt.“ Er ordnet die Neue Rechte in die Geschichte des konservativen Denkens ein und bezeichnet sie als eine „Filiation des Konservatismus“. Beide Phänomene seien diskursiv verschränkt und träten bisweilen als Diskurskoalitionen auf.
Ob auch eine oftmals bewusst unprovokativ geführten Argumentation mit dem Ziel, möglichst Eingang in den gesellschaftsfähigen konservativen politischen Diskurs zu erhalten („politische Mimikry“), zu den Merkmalen der Neuen Rechten zählt, ist in der Forschung umstritten. Mathias Brodkorb warnt davor, ihr zu unterstellen, sie würde ihre wahren Ziele verbergen, da dies nicht falsifizierbar sei. Damit verlasse man den Boden der Wissenschaftlichkeit. Brodkorb mahnt, die Beurteilung der Neuen Rechten ausschließlich auf Empirie zu stützen – jenseits einer „Philosophie des Verdachts“.
Helmut Kellershohn sieht die Rückbindung an einen seit 200 Jahren bekannten „völkischen Nationalismus“ und die Absicht seiner Restauration als ein Merkmal der Neuen Rechten an.
Der Politikwissenschaftler Samuel Salzborn, der die Neuen Rechten am Beispiel der AfD als „völkische Rebellen“ bezeichnet, beschreibt die „Schlüsselinstrumente […] der Antidemokraten“ im Kampf um die „kulturelle Hegemonie“:
- die „Schaffung von (hochemotionaler) Daueröffentlichkeit für die eigenen Positionen“,
- die „Suggestion einer ungerechtfertigten Ausgrenzung von völkischen und rassistischen Positionen aus der öffentlichen Debatte unter dem Propagandalabel eines angeblichen Kampfes für Meinungsfreiheit“ sowie
- die „Stilisierung der eigenen Positionen als ein Kampf gegen alle anderen, die dann als ‚Etablierte‘, ‚Systemparteien‘ o. ä. tituliert werden.“

Ralf Melzer zufolge stellt die Neue Rechte „wesentliche Verfassungsnormen der menschenrechtsbasierten liberalen Demokratie sowie das Verständnis der Shoa als zentralen Bezugspunkt im demokratischen Selbstverständnis der Nachkriegszeit in Frage und versucht, den diesbezüglichen geschichtspolitischen Konsens aufzulösen“.
Laut Volker Weiß ist die Zukunft der Neuen Rechten derzeit ungewiss. Ihre metapolitischen Konturen seien verblasst. Die etablierten Strukturen der Szene versuchten mit „knapper Personaldecke […] das metapolitische und das aktivistische Feld zugleich zu bespielen“. Das „Zusammengehen mit den ‚Corona-Protesten‘“ zeige, „wie die Neue Rechte wieder zurück zu ihren ‚altrechten‘ Wurzeln tendiert“.
Das DFG-Projekt Neurechte Literaturpolitik erforscht an der Universität Stuttgart unter Leitung von Torsten Hoffmann seit Herbst 2023 literaturpolitische Aktivitäten der deutschsprachigen Neuen Rechten. Im Januar 2024 fand die erste Tagung statt.
Als „Leitmotiv“ der Neuen Rechten, so Fabian Weber, kann „die Gestaltung von Ungleichheit“ gelten, „sei sie durch Natur, Tradition, Glauben, angenommene Herkunft oder Leistung begründet“. Charakteristisch sei hierbei keine in sich schlüssige Weltanschauung, vielmehr würden ihre Propagandisten Begriffe nach ihrem politischen Nutzen bewerten, um Möglichkeiten zur strategischen Umdeutung zu prüfen oder neue Terminologien zu prägen (Stichwort: Remigration).

## Einordnung durch die Verfassungsschutzbehörden
Das Bundesamt für Verfassungsschutz definiert die deutsche Neue Rechte auf der Basis wissenschaftlicher Analysen als „Intellektualisierung des Rechtsextremismus“, die unter Berufung auf antidemokratische Denker der Weimarer Republik „die Beseitigung oder zumindest die Beeinträchtigung des demokratischen Verfassungsstaates“ anstrebten, indem sie zunächst „bestimmenden Einfluss auf den kulturellen Bereich zu erlangen“ versuchten. In den Verfassungsschutzberichten erfolgt jedoch keine einheitliche Beurteilung einer Neuen Rechten, vielmehr werden die Gefahren für die Demokratie durch jede einzelne Organisation, Partei oder Publikation individuell bewertet.
Im Verfassungsschutzbericht 2020 ist der Neuen Rechten erstmals ein eigenes Kapitel gewidmet. BfV-Präsident Thomas Haldenwang bezeichnete die Neue Rechte als „geistige Brandstifter“ der rechtsextremen Szene und als ein informelles Netzwerk, in dem „rechtsextremistische bis rechtskonservative Kräfte“ zusammenwirken. Zu den rechtsextremistischen Akteuren der Neuen Rechten zählt der Bericht die Identitäre Bewegung Deutschland (seit 2016 „gesichert rechtsextrem“), das Compact-Magazin (seit 2021 „gesichert rechtsextrem“, seit Juli 2024 verboten), den Verein Ein Prozent (seit 2023 „gesichert rechtsextrem“) und das Institut für Staatspolitik (ebenfalls seit 2023 „gesichert rechtsextrem“, seit Mai 2024 aufgelöst).

## Netzwerke
Rechtsextremismusforscher ordnen der Neuen Rechten Medien, Verlage und Einrichtungen zu, die meist seit den 1970er Jahren gegründet wurden, manche auch schon früher, und heute sowohl rechtsextreme wie konservative Themenfelder für entsprechende Adressatenkreise abdecken. Sie sehen darin eine erhebliche personelle und organisatorische Verflechtung von Neurechten und Rechtsextremisten. Seit den 1990er Jahren zählen Personen und Kreise zu einer in der Politikwissenschaft oft sogenannten „Neuen Intellektuellen Rechten“, die sich vor allem um die 1986 gegründete Wochenzeitung Junge Freiheit (JF) scharen. Mitte 2000 wurde aus diesem Umfeld heraus das Institut für Staatspolitik u. a. zur Abhaltung von Akademien gegründet, das einen eigenen Verlag, Edition Antaios, und die Zeitschrift Sezession auf den Markt bringt. Mittels dieser publizistischen Offensive sowie öffentlichkeitswirksamen Interviews in der JF mit Vertretern aus der CDU, der SPD, der FDP, aus Verbänden, der Wissenschaft und Kultur, aber auch aus dem rechtsextremen Umfeld, versucht diese rechte Bewegungselite eine intellektuelle Meinungsführerschaft umzusetzen und Einfluss auf Macht- und Mandatsträger zu gewinnen.
Es gehöre zur Strategie der Neuen Rechten, „sich nie zu den eigenen Marginalitäten zu bekennen, auch wenn diese belegt werden können, und die eigenen Aktivitäten in der Öffentlichkeit generell nur als erfolgreich zu vermarkten“, schrieb Samuel Salzborn in der Zeitschrift German Politics and Society. In diesem Sinne könnten institutionelle Projekte wie das Institut für Staatspolitik und die Bibliothek des Konservatismus sowie Medienprojekte von der Sezession bis zur Blauen Narzisse auch „als selbstreflexive Eitelkeitsprojekte interpretiert werden, deren primärer Zweck es ist, den narzisstischen Glauben der neurechten Protagonisten (mit meist von intellektuellem Scheitern gezeichnete Biographien) zu unterstützen, dass sie doch über allmächtige intellektuelle Größe verfügen“.

### Medien
Organe von Nationalrevolutionären in der Neuen Rechten um Henning Eichberg waren oder sind:
- Junges Forum: gegründet 1964
- Fragmente
- Junge Kritik
- Aufbruch: gegründet 1980 als Organ des „Nationalrevolutionären Koordinierungsausschusses“
- wir selbst: gegründet 1979 als Organ der Koblenzer JN, das 1980 mit der Zeitschrift für nationale Identität fusionierte, 2004 eingestellt.

Als rechtsextreme und neurechte Strategie- und Theorieorgane innerhalb einer Strategie zur Erringung der kulturellen Meinungsführerschaft nennt Armin Pfahl-Traughber, 2001:
- Nation und Europa, 1951 als Nation Europa gegründet, propagierte die Sammlung aller europäischen Rechtsextremen nach dem Vorbild der Front National; 2009 eingestellt und durch die Zeitschrift Zuerst! ersetzt.
- Europa vorn (gegründet 1988), später Signal, heute: nation24.de; Herausgeber: Manfred Rouhs.
- Staatsbriefe: wollte die Bundesrepublik überwinden und strebte ein an das Reich des Stauferkaisers Friedrich II. angelehntes „Viertes Reich“ an.
- Sleipnir: verfolgte mit Beiträgen auch linksextremer Autoren eine Querfront-Strategie.
- Deutschland in Geschichte und Gegenwart und Deutsche Geschichte: geschichtsrevisionistische Reihen des Grabertverlages.
- Criticón: gegründet 1970, Herausgeber Caspar von Schrenck-Notzing, ursprünglich für den rechten Rand der CDU/CSU, Vertriebenenverbände und Burschenschaften; fusionierte 1980 mit konservativ heute; inzwischen eingestellt.
- Junge Freiheit: gegründet 1986 von Dieter Stein und anderen Mitgliedern der Freiheitlichen Volkspartei, einer Abspaltung der Partei Die Republikaner.
- Sezession: Magazin und Autoren-Blog
- die Wissenschaftliche Reihe des Instituts für Staatspolitik
- Blaue Narzisse

Autoren der Jungen Freiheit schreiben auch regelmäßig für das Magazin
- eigentümlich frei: Herausgeber Andre F. Lichtschlag, der ebenfalls regelmäßig Artikel für die Junge Freiheit schreibt.[81]

Als Organe der Neuen Rechten in Österreich gelten:
- Die Aula: inzwischen eingestelltes Magazin, das als Sprachrohr der national-freiheitlichen Studentenverbindungen Österreichs und Sammelpunkt der extremen Rechten in der FPÖ galt[82]
- Der Eckart[83]
- Zur Zeit: anfänglich Partnerblatt der Jungen Freiheit

### Denkfabriken und Veranstaltungsorte
- seit 1960 die größte rechtsextreme Kulturvereinigung die Gesellschaft für freie Publizistik
- seit dem 9. April 1962 die Staats- und Wirtschaftspolitische Gesellschaft
- seit 1979 das Studienzentrum Weikersheim, von Hans Filbinger gegründetes Tagungshaus des rechtskonservativen CDU-Flügels mit Kontakten und personellen Verbindungen zur neurechten und rechtsextremen Szene. Ältere Vertreter wie Klaus Hornung und Albrecht Jebens veröffentlichen u. a. in Nation und Europa
- seit 1980 Thule-Seminar
- 1986 bis 2002 der Verein zur Förderung der Psychologischen Menschenkenntnis, Weiterführung als Zeit-Fragen und andere Projekte
- ab 11. April 1992 der Hofgeismarer Kreis
- ab 1994 das Deutsche  Kolleg, ein Schulungszentrum für rechtsextreme Aktivisten
- seit 2000 das „Institut für Staatspolitik“, dem neben der Jungen Freiheit eine Vordenkerfunktion für das neurechte Lager zugeschrieben wird.[84]
- seit 2000 die Deutsche Studiengemeinschaft
- die Deutsch-Europäische Studiengesellschaft[85][86]
- die 2000 gegründet Deutsche Akademie, Organisation mit wechselnden Tagungsorten
- 23. November 2012 die Eröffnung der Bibliothek des Konservatismus in Berlin
- 1. Juli 2013 bis 2014 Zentrum für Jugend, Identität und Kultur von Felix Menzel
- 2013 bis 2015 der Zwischentag, neurechte Medienmesse mit Veranstaltungen
- 2017 bis Ende 2019 das Haus der Identitären Bewegung in Halle (Saale)
- die Burschenschaft Danubia München (Bogenhausener Gespräche 1998–2012)
- die Berliner Burschenschaft Gothia unter anderem Veranstaltungsort des Staatspolitischen Salons des Institut für Staatspolitik

### Verlage
Als Beispiele für nach seiner Einschätzung rechtsextreme Verlage im Kontext der neurechten Strategie einer „Kulturrevolution von rechts“ benennt Armin Pfahl-Traughber:
- den Grabert Verlag
- die Verlagsgesellschaft Berg

Thomas Pfeiffer nennt als neurechte Verlage mit rechtsextremen Tendenzen:
- Leopold Stocker Verlag
- Edition Antaios (Verleger Götz Kubitschek)
- Verlag der Freunde
- Verlag Zeitenwende; galt als NPD-nah
- Straube-Verlag (Herausgeber Hellmut Diwald)

Thomas Grumke und Bernd Wagner führen als neuen rechtsradikalen Verlag im Grenzbereich zum Konservatismus u. a. auf:
- Verlag + Agentur Werner Symanek (Oberhausen)

Weitere neurechte Verlage mit rechtsextremen Tendenzen erschienen in Verfassungsschutzberichten, zum Beispiel:
- Verlag für ganzheitliche Forschung und Kultur (Gründer: Wilhelm Kammeier; Verleger Dietrich Bohlinger); ideologisch den Ludendorffern nahestehend
- Verlag Deutsche Militärzeitschrift (Verleger Dietmar Munier)

Als Verlag für neurechte Theorien und Autoren betätigte sich zeitweise der Ullstein-Verlag.
Der Arndt-Verlag in Kiel mit seinen Zweigfirmen (Orion, Heimreiter, Bonus, Pour le merite, Lesen und Schenken) zählt nach Einschätzung der schleswig-holsteinischen Verfassungsschutzbehörde 2008 und der Bundesregierung zu den bekanntesten Verlagen des einschlägigen Spektrums. Im Verfassungsschutzbericht 2000 wurde festgestellt, dass Dietmar Munier damit „seit Jahrzehnten einen festen Platz im rechtsextremistischen Verlagsbereich inne“ hat.

### Messe „Zwischentag“
Seit 2012 treffen sich führende Köpfe der Neuen Rechten jährlich zur Messe „Zwischentag“, initiiert von Götz Kubitschek und Felix Menzel. Neben Ausstellern, die dem neurechten Verlagswesen entstammen, und Gruppierungen, die vom Verfassungsschutz als rechtsextremistisch eingestuft werden, finden ein Kulturprogramm sowie Vorträge und Podiumsdiskussionen statt. Sie dient der Verständigung und Vernetzung eines Spektrums, das sich selbst offen als „rechts“ bezeichnet. Der Veranstaltungsort wird geheim gehalten. 2014 fand die Messe im Verbindungshaus der Alten Breslauer Burschenschaft der Raczeks in Bonn statt, 2015 bei der Erlanger Burschenschaft Frankonia.

## Audio
- Kampf um kulturelle Hegemonie Wie die Neue Rechte sich der Popkultur bedient, 53.21 Minuten - Audio-Version, Deutschlandfunk Kultur 1. April 2024, sowie Corsospezial: Die Neue Rechte und der Pop, Pop von Rechts Eine Bestandsaufnahme, von Lars Hendrik Beger, 53.21 Minuten - Audio-Version, Deutschlandfunk 1. April 2024

### Analysen
- Iring Fetscher (Hrsg.): Neokonservative und Neue Rechte. Der Angriff gegen Sozialstaat und liberale Demokratie in den Vereinigten Staaten, Westeuropa und der Bundesrepublik, C.H. Beck, München 1983, ISBN 978-3-406-09690-7.
- Thomas Fischer: Die „Neue Rechte“. Eine Herausforderung für die westdeutsche Linke, Neues Forum, Darmstadt 1989, ISBN 978-3-927682-03-0.
- Margret Feit: Die „Neue Rechte“ in der Bundesrepublik. Organisation. Ideologie. Strategie, Campus, Frankfurt am Main 1989, ISBN 978-3-593-33775-3.
- Franz Greß, Hans-Gerd Jaschke, Klaus Schönekäs: Neue Rechte und Rechtsextremismus in Europa. Bundesrepublik, Frankreich, Großbritannien, Westdeutscher Verlag, Opladen 1990, ISBN 978-3-531-11890-1.
- Friedbert Pflüger: Deutschland driftet. Die Konservative Revolution entdeckt ihre Kinder, ECON-Verlag, Düsseldorf u. a. 1994, ISBN 978-3-430-17471-8.
- Johannes Klotz, Ulrich Schneider: Die selbstbewusste Nation und ihr Geschichtsbild. Geschichtslegenden der Neuen Rechten. PapyRossa-Verlag, Köln 1997, ISBN 3-89438-137-X.
- Barbara Junge, Julia Naumann, Holger Stark: Rechtsschreiber. Wie ein Netzwerk in Medien und Politik an der Restauration des Nationalen arbeitet, Antifa-Edition, Elefanten-Press, Berlin 1997, ISBN 978-3-88520-621-7.
- Kurt Lenk, Günter Meuter, Henrique Ricardo Otten: Vordenker der Neuen Rechten, Campus-Verlag, Frankfurt am Main 1997, ISBN 978-3-593-35862-8.
- Iris Weber: Nation, Staat und Elite. Die Ideologie der Neuen Rechten, PapyRossa-Verlag, Köln 1997, ISBN 978-3-89438-129-5.
- Wolfgang Gessenharter (Hrsg.): Rechtsextremismus und Neue Rechte in Deutschland. Neuvermessung eines politisch-ideologischen Raumes?, Leske + Budrich, Opladen 1998, ISBN 978-3-8100-2053-6.
- Armin Pfahl-Traughber: Konservative Revolution und Neue Rechte. Rechtsextremistische Intellektuelle gegen den demokratischen Verfassungsstaat, Leske + Budrich, Opladen 1998, ISBN 978-3-8100-1888-5.
- Jean Cremet, Felix Krebs, Andreas Speit: Jenseits des Nationalismus. Ideologische Grenzgänger der „Neuen Rechten“. Ein Zwischenbericht, Unrast Verlag, Münster 1998, ISBN 978-3-928300-94-0.
- Alice Brauner-Orthen: Die Neue Rechte in Deutschland. Antidemokratische und rassistische Tendenzen, Leske + Budrich, Opladen 2001, ISBN 978-3-8100-3078-8.
- Uwe Backes: Gestalt und Bedeutung des intellektuellen Rechtsextremismus in: Aus Politik und Zeitgeschichte 46/2001, S. 24–30 (Online; PDF, 59 kB).
- Friedemann Schmidt: Die Neue Rechte und die Berliner Republik, Westdeutscher Verlag, Wiesbaden 2001, ISBN 978-3-531-13642-4.
- Martin K. W. Schweer (Hrsg.): Die Neue Rechte. Eine Herausforderung für Forschung und Praxis, Lang, Frankfurt am Main 2003, ISBN 978-3-631-39053-5.
- Rainer Benthin: Auf dem Weg in die Mitte: Die Öffentlichkeitsstrategien der Neuen Rechten, Campus Verlag, Frankfurt am Main 2004, ISBN 978-3-593-37620-2.
- Wolfgang Gessenharter (Hrsg.): Die Neue Rechte – eine Gefahr für die Demokratie?, Verlag für Sozialwissenschaften, Wiesbaden 2004, ISBN 978-3-8100-4162-3.
- Wolfgang Gessenharter: Die Neue intellektuelle Rechte und ihre Unterstützung durch Politik und Medien. in: Stephan Braun, Daniel Hörsch (Hrsg.): Rechte Netzwerke. Eine Gefahr, VS Verlag für Sozialwissenschaften, Wiesbaden 2004, ISBN 978-3-8100-4153-1.
- Hanna-Ruth Metzger: Rechtsintellektuelle Offensive: Diskursstrategische Einflüsse auf die politische Kultur der Bundesrepublik Deutschland, LIT-Verlag, Münster 2004, ISBN 978-3-8258-7432-2.
- Gabriele Kämper: Von der Selbstbewussten Nation zum nationalen Selbstbewusstsein. Die Neue intellektuelle Rechte bewegt sich auf rhetorischen Pfaden in die Mitte der Gesellschaft. (PDF; 3,6 MB). In: WerkstattGeschichte. 37, Klartext Verlag, Essen 2004, ISBN 3-89861-411-5, S. 64–79.
- Gabriele Kämper: Die männliche Nation. Politische Rhetorik der neuen intellektuellen Rechten, Böhlau, Köln u. a. 2005, ISBN 978-3-412-13805-9.
- Regina Wamper, Helmut Kellershohn, Martinz Dietzsch (Hrsg.): Rechte Diskurspiraterien. Strategien der Aneignung linker Codes, Symbole und Aktionsformen, Unrast, Münster 2010, ISBN 978-3-89771-757-2.
- Fabian Virchow: Faschistische Tatgemeinschaft oder weltanschauliche Kaderschmiede? Systemoppositionelle Strategien der bundesdeutschen Rechten nach 1969. in: Massimiliano Livi, Daniel Schmidt, Michael Sturm (Hrsg.): Die 1970er Jahre als schwarzes Jahrzehnt. Politisierung und Mobilisierung zwischen christlicher Demokratie und extremer Rechter, Campus, Frankfurt am Main / New York 2010, ISBN 978-3-593-39296-7, S. 229–247.
- Volker Weiß: Deutschlands Neue Rechte. Angriff der Eliten. Von Spengler bis Sarrazin, Schöningh, Paderborn 2011, ISBN 978-3-506-77111-7.
- Peter Bathke, Anke Hoffstadt (Hrsg.): Die neuen Rechten in Europa. Zwischen Neoliberalismus und Rassismus. PapyRossa Verlag, Köln 2013, ISBN 978-3-89438-507-1
- Liane Bednarz, Christoph Giesa: Gefährliche Bürger. Die neue Rechte greift nach der Mitte, Hanser Verlag, München 2015, ISBN 978-3-446-44461-4.
- Julian Bruns, Kathrin Glösel, Natascha Strobl: Rechte Kulturrevolution. Wer und was ist die Neue Rechte von heute?, VSA-Verlag, Hamburg 2015, ISBN 978-3-89965-639-8.
- Samuel Salzborn: Angriff der Antidemokraten. Die völkische Rebellion der Neuen Rechten, Beltz Juventa, Weinheim, Basel 2017, ISBN 978-3-7799-3674-9.
- Volker Weiß: Die autoritäre Revolte. Die Neue Rechte und der Untergang des Abendlandes, Klett-Cotta, Stuttgart 2018, ISBN 978-3-608-96326-7.
- Patrick Keßler: Die „Neue Rechte“ in der Grauzone zwischen Rechtsextremismus und Konservatismus? Protagonisten, Programmatik und Positionierungsbewegungen, LIT Verlag, Münster 2018, ISBN 978-3-643-13844-6.
- Daniel Hornuff: Die Neue Rechte und ihr Design. Vom ästhetischen Angriff auf die offene Gesellschaft, transcript, Bielefeld 2019, ISBN 978-3-8376-4978-9.
- Christian Fuchs, Paul Middelhoff: Das Netzwerk der Neuen Rechten. Wer sie lenkt, wer sie finanziert und wie sie die Gesellschaft verändern, Rowohlt, Reinbek bei Hamburg 2019, ISBN 978-3-499-63451-2.
- Sebastian Pittl: Die politische Theologie neurechter Bewegungen in Michael Klöcker, Udo Tworuschka (Hrsg.): Handbuch der Religionen. 60. Ergänzungslieferung, Westarp Science Fachverlage, Hohenwarsleben 2019, I - 14.10.3.
- Jay Julian Rosellini: The German New Right. AfD, PEGIDA, and the Re-imaging of National Identity, Hurst & Company, London 2019. ISBN 978-1-78738-140-7.
- Ralf Fücks, Christoph Becker (Hrsg.): Das alte Denken der Neuen Rechten. Die langen Linien der antiliberalen Revolte. Sammelband des „Institut Solidarische Moderne“, Wochenschau Verlag, Frankfurt 2020, ISBN 978-3-7344-1122-9.
- Olaf Kistenmacher: Ausgesprochen unausgesprochen. Latenter Antisemitismus und Erinnerungsabwehr innerhalb der Neuen Rechten. Hamburg 2021. Download unter:
- Vojin Saša Vukadinović (Hrsg.): Randgänge der Neuen Rechten. Philosophie, Minderheiten, Transnationalität, Transcript Verlag, Bielefeld 2022, ISBN 978-3-8376-5996-2.
- Wiebke Zimmermann: Der Klimaschutzdiskurs der „Neuen Rechten“: Eine ideengeschichtliche Analyse des Periodikums Die Kehre – Zeitschrift für Naturschutz. Springer Fachmedien Wiesbaden, 2022, ISBN 978-3-658-39111-9.
- David Meiering (Hrsg.): Schlüsseltexte der ‚Neuen Rechten‘. Kritische Analysen antidemokratischen Denkens. Springer VS, Wiesbaden 2022, ISBN 978-3-658-36452-6.
- Felix Schilk: Die Erzählgemeinschaft der Neuen Rechten. Zur politischen Soziologie konservativer Krisennarrative. Transcript Verlag, Bielefeld 2024, ISBN 978-3-8376-7471-2.
- Moritz Fischer: Die Neue Rechte im letzten Jahrzehnt der Bonner Republik. Armin Mohler, Franz Schönhuber, Hellmut Diwald und die Gründung des „Deutschlandrats“ 1983. In: Vierteljahrshefte für Zeitgeschichte. Bd. 71 (2023), Heft 1, S. 111–153.
- Matheus Hagedorny, Felix Schilk, Johannes Kiess: Die sozialpolitische Doktrin der Neuen Rechten: Strategische Vereinnahmung und kalkulierte Provokation. Hans-Böckler-Stiftung, Düsseldorf 2025, ISSN 2509-2359.
- Matheus Hagedorny: Ambivalente Projektionen: Neurechte Israel- und Islamdebatten vor dem 7. Oktober. Katholische Hochschule Nordrhein-Westfalen, Köln 2025 (Online: )

### Weitere Länder
- Andreas Umland: Der „Neoeurasismus“ des Aleksandr Dugin: Zur politischen Strategie der russischen „Neuen Rechten“ sowie zur Rolle des integralen Traditionalismus und (quasi-)religiöser Elemente in ihrer Ideologie. In: Margarete Jäger, Jürgen Link (Hrsg.): Macht – Religion – Politik. Zur Renaissance religiöser Praktiken und Mentalitäten. Unrast Verlag, Münster 2006, ISBN 978-3-89771-740-4, S. 141–160.
- Bernhard Schmid: Die Neue Rechte in Frankreich. Unrast Verlag, Münster 2009, ISBN 978-3-89771-102-0.
- Bernhard Schmid: Zwischen Metapolitik und Marsch durch die Institutionen: Die Nouvelle Droite in Frankreich. In: Massimiliano Livi, Daniel Schmidt, Michael Sturm (Hrsg.): Die 1970er Jahre als schwarzes Jahrzehnt. Politisierung und Mobilisierung zwischen christlicher Demokratie und extremer Rechter. Campus, Frankfurt am Main/New York 2010, ISBN 978-3-593-39296-7, S. 131–145.
- Andrea Mammone, Emmanuel Godin, Brian Jenkins (Hrsg.): Mapping the Extreme Right in Contemporary Europe: From Local to Transnational. Routledge, London 2012, ISBN 978-0-415-50264-1.

## Film
- Die alte Neue Rechte, Dokumentation von Falko Korth für rbb und arte, 2021